# Arbeitswissenschaftliches Erhebungsverfahren zur Tätigkeitsanalyse
Das Arbeitswissenschaftliche Erhebungsverfahren zur Tätigkeitsanalyse (AET) wurde 1979 von Walter Rohmert und Kurt Landau vorgelegt, um eine ergonomische Analyse von Mensch-Arbeits-Systemen einfacher als bis dahin durchführen zu können. Zur Analyse wird auf Fragebogen und Interview zurückgegriffen, Methoden, welche die Autoren auf den Position Analysis Questionnaire (PAQ) von McCormic zurückführen, der als Fragebogen zur Arbeitsanalyse (FAA) von Frieling und Hoyos ins Deutsche übersetzt wurde.
Mit dem AET wird eine engpassbezogene Belastungsanalyse des arbeitenden Menschen vorgenommen, basierend auf der Theorie des Arbeitssystems und des Belastungs-Beanspruchungs-Konzepts menschlicher Tätigkeiten. Das AET ist damit auf die Arbeitsgestaltung und Anforderungsermittlung nach REFA und die Sicherheitsanalyse abgestimmt. Weiterhin eignet es sich als Verfahren in der Unfallforschung.
Dank der Unterstützung des damaligen Bundesministeriums für Arbeit und Sozialordnung sowie der Mitwirkung der Sozialpartner und des damaligen REFA-Grundsatzausschusses „Arbeitsbewertung“ war der AET bereits bei seiner Veröffentlichung in mehr als 1.000 Arbeitssystemen erprobt. Seine Entwicklung stand vor dem Hintergrund der damaligen Rechtsentwicklung, insbesondere der § 6 ASiG und §§ 90–91 BetrVG.

## Der Aufbau des AET
Das AET gliedert sich in die drei Teile A: Arbeitssystem, B: Aufgabenanalyse und C: Anforderungsanalyse.
In den Teilen zieht sich ein Fragenraster mit 216 Items durch, mit dem die Merkmale des Arbeitsplatzes in deren Ausprägungen erfasst werden. Dabei folgt man dem immer gleichen Schema:
MNR (Merkmal-Nummer)   MS (Merkmal-Schlüssel)   Merkmaltext.
Die MNR ist durchgezählt. Die MNS kann folgende Ausprägungen annehmen:
- W (Wichtigkeit): Bedeutung der Arbeit – skaliert von 0 (trifft nicht zu) bis 5 (sehr hoch).
- Z (Zeitdauer): wird auf eine (angenommenen) Schichtdauer von acht Stunden bezogen – skaliert mit 0 (trifft nicht zu oder nur sehr selten) bis 5 (beinahe ununterbrochen während der ganzen Schichtzeit).
- H (Häufigkeit): Beschreibt den Anteil der Tätigkeit im Verhältnis zu allen anderen zu beschreibenden Tätigkeiten – skaliert von 0 (trifft nicht zu) bis 5 (sehr hoch).
- A (Alternativ): skaliert mit 1 (vorhanden) oder 0 (trifft nicht zu).
- S (Sonderschlüssel): Werden immer bei der jeweiligen Frage definiert und skaliert, wobei sowohl Nominal- und Ordinalskalen auftreten.

Unter Merkmaltext folgt zunächst eine Definition des Merkmals, dann seine Beschreibung, gegebenenfalls mit Beispielen. Bei MNR „S“ folgt noch die Skala und Skalierung.

### Teil A: Arbeitssystem
In diesem Teil geht es um:
- Arbeitsobjekte, definiert als „alle Stoffe, Güter, Energien und Informationen, die im Arbeitssystem gemäß der Arbeitsaufgabe verändert werden“, wobei zunächst nach stofflichen Arbeitsobjekten, Energien, Informationen und lebenden Arbeitsobjekten unterteilt wird. Bei allen Arbeitsobjekten geht es um den zeitlichen Anteil und im Weiteren dann spezifisch beispielsweise um den Aggregatzustand, Oberflächenbeschaffenheit, Hantierungsempfindlichkeit, Form, Größe, Gewicht, Gefährlichkeit etc.
- Betriebsmittel, definiert als „alle Geräte oder Maschinen [...], die in einem Arbeitssystem daran beteiligt sind, die Arbeitsaufgabe zu erfüllen“, wobei dann in Arbeitsmittel und Sonstige Betriebsmittel (Arbeitshilfsmittel wie Sitz, Sehhilfe, Messgeräte etc.) unterteilt wird. Die Betriebsmittel werden nach Merkmalen wie Beweglichkeit, Antrieb etc. untersucht.
- Arbeitsumgebung, definiert als „die Gesamtheit der physikalischen, organisatorischen, sozialen und wirtschaftlichen Einflüsse, die auf den arbeitenden Menschen leistungsbeeinflussend wirken“ und die weiter gegliedert ist nach physikalische (Umgebung wie Licht, Klima, mechanische Schwingungen, Lärm, Druck, Staub, Geruch etc. sowie  Gefährdung), organisatorische und soziale Arbeitsumgebung (Zeitliche Arbeitsorganisation wie Schichtsystem, Nachtarbeit etc.; Ablauforganisation wie Ablaufprinzip, Einzelarbeit, Mehrstellenarbeit, Strukturbindung etc.; Aufbauorganisation wie Verantwortung, Weisungsbefugnis, Qualitätsmanagement, Leistungsverhalten etc. sowie Stellung im Kommunikationssystem wie Art und Häufigkeit von Kontakten und Konflikten) sowie Entlohnungsgrundsätze und -methoden (Art der Festsetzung, wie Rechtsgrundlage, Einstufungsgrundsätze, Auszahlungsmodus etc.; Festsetzung der Entlohnungsmethode wie Summarik, Analytik, Anzahl der Entgeltgruppen, Akkord, Prämie, Zuschläge etc.).

### Teil B: Aufgabenanalyse
Da die Arbeitsaufgaben sich auf die Arbeitsobjekte beziehen, ist die Gliederung ähnlich:
- Aufgaben überwiegend bezogen auf stoffliche Arbeitsobjekte mit Items wie Einrichten, Transportieren, Bestücken, Bearbeiten, Steuern, Montieren, Beurteilen, Überwachen etc.
- Aufgaben überwiegend bezogen auf abstrakte Arbeitsobjekte, wie Planen, Kodieren, Übertragen, Ordnen, Mathematisieren etc.
- Aufgaben überwiegend menschbezogen, wie Sprechen, Beurteilen, Versorgen, Unterhalten, Beraten, Verhandeln, Schulen etc.
- Anzahl und Wiederholungsfrequenz der Aufgaben. Da Tätigkeiten (beispielsweise Lackieren) und daraus resultierende Aufgaben (beispielsweise vorher vorbereiten, nachher reinigen) nicht notwendig übereinstimmen, werden diese Items getrennt erhoben. Dazu gehören Anzahl der Verrichtungen und Zyklusdauer der Grundaufgabe.

### Teil C: Anforderungsanalyse
Die Anforderungsanalyse ist gegliedert in:
- Informationsaufnahme mit Erkennungsdimensionen wie Visuelle Informationsaufnahme (Struktur, Muster etc.; Gehörsinn mit analogen Items; Geruch und Geschmack sowie Propriorezeptive Informationsaufnahme), Erkennungsarten (absolut und relativ) und Genauigkeit.
- Entscheidung wie Komplexität, Entscheidungsdruck und Kenntnisse (Schulbildung, Ausbildung, Erfahrung, Fremdsprachen, Weiterbildung etc.) sowie
- Handlung wie Belastung aus Körperhaltung und -stellung, Haltearbeit, dynamische Muskelarbeit, einseitig dynamische Arbeit sowie ergänzend Krafteinsatz und Bewegungsfrequenz.

## Erhebungsbeispiele
Ein zufällig ausgewähltes Beispiel zur Illustration:
215  S    Krafteinsatz bei einseitig dynamischer Arbeit

            0  trifft nicht zu

            1  sehr niedrig

            2  niedrig

            3  mittel

            4  hoch

            5  sehr hoch

            Kennzeichnen Sie die Höhe der Kraft (rela-

            tiv zur eingesetzten Körperregion), die nor-

            malerweise bei einseitig dynamischer Arbeit

            vom Stelleninhaber aufgebracht werden muss.

            Benutzen Sie zur Ermittlung der Maximalkraft die Abb. 1-4

            S

          O -

            | Sekretariatsarbeit

            | Daten ablochen

            | Platinen bestücken

            | Drehteile fertigen

            | Velo / Roller-Reifen aufbauen